# Неудачник (рассказ)
Неудачник (англ. Misfit) — научно-фантастический рассказ американского писателя Роберта Хайнлайна. Первоначально он назывался «Cosmic Construction Corps», а затем был переименован редактором Джоном Кэмпбеллом и опубликован в ноябрьском выпуске журнала Astounding Science Fiction за 1939 год. «Неудачник» — второй опубликованный рассказ Хайнлайна. Одно из самых ранних произведений из цикла «История будущего», позже рассказ был включён в сборники «Восстание 2100 года» и «Прошлое через завтра».

## Краткое содержание сюжета
История взросления Эндрю Джексона Либби, мальчика с Земли с выдающимися математическими способностями, но скудным образованием. Не найдя много возможностей на Земле, он присоединяется к Cosmic Construction Corps, будущей военной версии Гражданского корпуса охраны природы времён Великой депрессии в США, в котором безработная молодёжь используется для создания инфраструктуры, необходимой для колонизации Солнечной системы. Вместе с группой других неопытных молодых людей его направляют на корабль, путешествующий к поясу астероидов, где их задача — построить базу на астероиде, а затем переместить его на более удобную орбиту между Землёй и Марсом. Либби привлекает внимание капитана во время процесса взрыва дыры в астероиде для ракетных двигателей, когда Либби понимает, что была сделана ошибка в вычислении размера заряда, предотвращая катастрофический взрыв. Его приписывают к корабельному астрогационному компьютеру. Во время движения на орбиту назначения компьютер даёт сбой, и Либби берёт на себя все сложные вычисления, проводит их в своей голове. Астероид успешно выходит на свою последнюю орбиту.
Либби стал одним из повторяющихся персонажей Хайнлайна и позже появится в нескольких работах, связанных с Лазарусом Лонгом, среди них «Дети Мафусаила» и «Кот, проходящий сквозь стены».
Рассказ включает в себя одно из первых употреблений термина «космические десантники».